# Lobocleta helena
Lobocleta helena là một loài bướm đêm trong họ Geometridae.